# Katie Sheridan
Pour les articles homonymes, voir Sheridan.
Katie Sheridan, née le 29 décembre 1986 à Londres, est une actrice britannique. Elle se fait connaître en 2006 pour son rôle de Sophie Norton dans la série Génial Génie.

## Filmographie

### Télévision
- 2004 : Meurtres en sommeil (Waking the Dead) : Sarah
- 2005 : Love Soup : Une adolescente
- 2006-2009 : Génial Génie (Genie in the House) : Sophie Norton
- 2006 : Brief Encounters : Rachel Graham